# وندرپول (ویرجینیا)
وندرپول، ویرجینیا (به انگلیسی: Vanderpool, Virginia) یک منطقهٔ مسکونی در ایالات متحده آمریکا است که در شهرستان هایلند واقع شده‌است.

## خصوصیات
وندرپول ۷۹۴٫۹۳ متر بالاتر از سطح دریا واقع شده‌است.